# Paral·lel 79° sud
El paral·lel 79° sud és una línia de latitud que es troba a 79 graus sud de la línia equatorial terrestre. Travessa l'Antàrtida i la seva plataforma de gel.

## Geografia
En el sistema geodèsic WGS84, al nivell de 79° de latitud sud, un grau de longitud equival a 21,310 km; la longitud total del paral·lel és de 7.672 km, que és aproximadament 19,0% de la de l'equador, del que es troba a 8.773 km i a 1.228 km del pol Sud

## Arreu del món
A partir del Meridià de Greenwich i cap a l'est, el paral·lel 79° sud passa per: 
| Zona                                          | Inici                                      | Fi                                         | Longitud (km) |
| --------------------------------------------- | ------------------------------------------ | ------------------------------------------ | ------------- |
| Antàrtida                                     | 79° 00′ S, 34° 52′ O / 79.000°S,34.867°O   | 79° 00′ S, 161° 18′ E / 79.000°S,161.300°E | 4.180         |
| Oceà Antàrtic (Barrera de gel de Ross)        | 79° 00′ S, 161° 18′ E / 79.000°S,161.300°E | 79° 00′ S, 163° 23′ O / 79.000°S,163.383°O | 753           |
| Illa de Roosevelt                             | 79° 00′ S, 163° 23′ O / 79.000°S,163.383°O | 79° 00′ S, 161° 07′ O / 79.000°S,161.117°O | 48            |
| Oceà Antàrtic (Barrera de gel de Ross)        | 79° 00′ S, 161° 07′ O / 79.000°S,161.117°O | 79° 00′ S, 154° 04′ O / 79.000°S,154.067°O | 150           |
| Antàrtida                                     | 79° 00′ S, 154° 04′ O / 79.000°S,154.067°O | 79° 00′ S, 81° 56′ O / 79.000°S,81.933°O   | 1.537         |
| Oceà Antàrtic (Barrera de gel Filchner-Ronne) | 79° 00′ S, 81° 56′ O / 79.000°S,81.933°O   | 79° 00′ S, 50° 19′ O / 79.000°S,50.317°O   | 673           |
| Illa de Berkner                               | 79° 00′ S, 50° 19′ O / 79.000°S,50.317°O   | 79° 00′ S, 43° 26′ O / 79.000°S,43.433°O   | 147           |
| Oceà Antàrtic (Barrera de gel Filchner-Ronne) | 79° 00′ S, 43° 26′ O / 79.000°S,43.433°O   | 79° 00′ S, 34° 52′ O / 79.000°S,34.867°O   | 183           |